# Erwin Graumann
Erwin Graumann (* 14. Juni 1902 in Bielefeld; † 14. Juli 1988 in Genf) war ein deutsch-französischer Künstler. Seine Kunst fand einen Anschluss an die damalige moderne Kunst aus Frankreich, blieb aber dennoch der deutschen Malerei verwurzelt. Seine Vorliebe lag in der Zeichnung, welche er auch auf alle Bereiche der Grafik ausweitete.
Erwin Graumann hat sich schon sehr früh, vor 1920 mit der Malerei beschäftigt. Die Anfänge lassen sich bis 1916 zurückverfolgen, als er in einer Graphischen Kunstanstalt seine Lehrzeit begann und später Musterzeichner in einer Seidenweberei war. Zum Ausbildungsprogramm gehörte auch der Besuch von Abendkursen an der Kunstgewerbeschule Bielefeld. Hier stellte sich bereits seine hervorragende Begabung heraus. 1923 erfolgte ein Wechsel zur Akademie in Berlin. Hier gehörte er der Grafik Klasse von Hans Meid an und war dort in den Jahren von 1929 bis 1932 Meisterschüler von Karl Hofer.
Da auch sein Werk von den Nationalsozialisten als Entartete Kunst diffamiert wurde, emigrierte Graumann 1935 nach Kopenhagen. Ein Jahr später ließ er sich als freier Künstler in Paris nieder, welches er aber bei Beginn des Zweiten Weltkrieges verlassen musste aber nach Kriegsende wieder zurückkehrte. Er hielt sich nachdem er Paris verlassen hatte von nun an im unbesetzten Südfrankreich auf und übersiedelte 1943 nach Genf. Dort behielt er später auch seinen zweiten Wohnsitz neben Paris und arbeitete abwechselnd in seinen Ateliers in beiden Städten. 1949 nahm er die französische Staatsbürgerschaft an.
Das umfangreiche und höchst eigenständige Werk von Erwin Graumann ist ungeachtet seiner großen Bedeutung nicht allzu bekannt. Gründe hierfür liegen neben der in sich gekehrten Persönlichkeit des Künstlers besonders in den damaligen Umständen, welche ihn zum mehrmaligen Ortswechsel und sogar zeitweiligen Trennung von seinen Werken zwangen.